# Amor e Intrigas
Amor e Intrigas é uma telenovela brasileira produzida pela RecordTV e exibida entre 20 de novembro de 2007 e 22 de julho de 2008, em 211 capítulos, sucedendo Luz do Sol e sendo sucedida por Chamas da Vida. Foi escrita por Gisele Joras com colaboração de Antônio Carlos de Fontoura, Melissa Cabral, Maria Luiza Campo, Marcelo César Fagundes,Valéria Motta e Emílio Boechat, e supervisão de texto de Luiz Carlos Maciel, com direção de Edson Spinello, César Rodrigues, Régis Faria e Léo Miranda, com direção geral de Edson Spinello.
Contou com as participações de Vanessa Gerbelli, Luciano Szafir, Renata Dominguez, Heitor Martinez, Esther Góes, André Bankoff, Bianca Castanho e Denise Del Vecchio.

## Produção
Amor e Intrigas foi a décima produção ininterrupta da Rede Record desde que a emissora voltou a investir em teledramaturgia em 2004. Também foi a primeira telenovela de Gisele Joras. Ela foi a vencedora de um concurso de teledramaturgia promovido pela Record em 2006, onde participavam autores experientes, como os cineastas José Emílio Rondeau, Luiz Fernando Borges, Leila Míccolis e o ator e diretor André Di Mauro, neto do cineasta Humberto Mauro. Mauro se tornaria mais conhecido por interpretar o Lipe em de Chamas da Vida, novela seguinte da faixa das 22 horas da Record. O responsável pela escolha de Gisele Joras como "vencedora" neste concurso promovido pela Record foi o próprio amigo e professor de roteiro Luiz Carlos Maciel. Maciel é o marido da atriz Maria Claudia, que depois acabou entrando na novela interpretando uma personagem de destaque na trama. Maciel também assinou a supervisão do texto da obra.
O roteiro exigia que as primeiras gravações ocorressem fora da cidade do Rio de Janeiro para contar a origem das irmãs Alice (Vanessa Gerbelli) e Valquíria (Renata Dominguez). A cidade de Ouro Preto, em Minas Gerais, foi a escolhida pela produção. As cenas do enterro de Dilma, personagem de Ângela Leal, foram complicadas de serem feitas. O diretor, Edson Spinello, chegou a regravá-la cerca de quarenta vezes. O detalhe das cenas é uma das marcas registradas do diretor. O mesmo havia acontecido na época do início das gravações de Bicho do Mato, em locações no Mato Grosso. Ao total, Amor e Intrigas utilizou 38 cenários fixos, sendo o maior deles a casa da antagonista Dorotéia (Esther Góes). Valquíria morou em três apartamentos diferentes. A empreitada de propaganda da novela, na mídia em geral, foi encargo da agência de publicidade DPZ que trouxe parte do elenco em cima de um jogo de xadrez. A criação foi de Ricardo Velloso e  Rodrigo Leão, com direção de Fernando Rodrigues e Francesc Petit. "O jogo do bem contra o mal nunca foi tão intrigante. Seu destino é você quem escreve", dizia o slogan das chamadas da trama.

### Escolha do elenco
Juliana Silveira, que havia assinado com a emissora naquele ano, foi escolhida para viver a protagonista Alice, porém a atriz pediu uma personagem mais leve, uma vez que não queria perder seu público de Floribella, sendo remanejada então para Luz do Sol, enquanto Vanessa Gerbelli ficou com a protagonista. A atriz Maria Cláudia teve seu final antecipado na novela Caminhos do Coração, para participar de Amor e Intrigas, onde interpreta a ex-musa do teatro Eugênia Dutra. Foi a primeira telenovela da humorista Gorete Milagres.

## Enredo
A trama conta a história das irmãs Alice (Vanessa Gerbelli) e Valquíria Pereira (Renata Dominguez), naturais de Ouro Preto, Minas Gerais. Enquanto Alice é honesta e generosa, batalhando para vencer na vida; Valquíria é uma jovem ambiciosa, mimada e calculista que não se conforma com a vida pacata e simples do interior e tomada pela ganância, dá um golpe, vendendo todas as máquinas da confecção de sua mãe viúva Dilma (Ângela Leal) com a ajuda da atrapalhada Jacira (Gorete Milagres), uma das costureiras e sua cúmplice, e foge com o dinheiro para a cidade do Rio de Janeiro em busca de subir na a vida, não importando como. Surpreendida pelo golpe, Dilma acaba tendo um infarto e morre. Após o enterro da mãe, Alice jura que vai fazer com que a irmã pague pelo crime e parte em busca dela no Rio de Janeiro.
Na capital fluminense, Alice conhece o rico e elegante Felipe Junqueira de Albuquerque (Luciano Szafir) por quem se apaixona, porém Felipe é filho da poderosa empresária Dorotéia (Ester Góes), uma mulher fria e arrogante que tenta manipular todos ao seu redor, em especial os filhos Felipe e Débora (Adriana Garambone), administradora de uma pousada em Visconde de Mauá. Alice e Felipe iniciam um namoro, mas para viverem este amor, terão de enfrentar Dorotéia, que quer afastar, de qualquer forma, Alice de Felipe e contará com ajuda da desequilibrada Alexandra Prado Guimarães (Francisca Queiroz), ex-noiva de Felipe, uma mulher prepotente e inescrupulosa que humilha e culpa seu irmão João (Léo Rosa), pela morte dos pais num acidente de carro. Dorotéia também tem um lado frágil, que esconde de todos, desde jovem tem uma paixão secreta pelo humilde Camilo (Jonas Bloch), dono de um restaurante e primo de seu falecido marido que foi morto em circunstâncias mal esclarecidas. Ele, no entanto, a vê apenas como amiga e é apaixonado pela esposa, Marília (Sylvia Bandeira), mulher de saúde frágil que acaba falecendo e deixando-o desestabilizado.
O criminoso Petrônio (Heitor Martinez) é um malandro mau caráter que se aproveita da boa fé do ingênuo Kiko (Márcio Kieling), recém-chegado a capital carioca, para lhe roubar. Após o roubo, Petrônio percebe que além do dinheiro também carrega os documentos de Kiko, e acaba sendo confundido com este pela meiga Cristina (Gabriela Durlo), que pensa se tratar de seu primo. A moça o leva para conhecer sua mãe, a alegre Celeste (Denise Del Vecchio), que o convida para morar em sua pensão no bairro do Catete. Na pensão também moram o mulherengo escritor Paco (Sérgio Menezes), que namora a divertida Janaína (Laila Zaid), amiga de Alice, mas termina com ela para casar-se com a rica atriz Eugênia Dutra (Maria Cláudia), mas mantém um caso extraconjugal com Fabíola (Bruna di Tullio). Quando Eugênia descobre a traição ela vai ate Paco na piscina e dispara contra ele, matando-o. 
Valquíria circula pelas rodas da alta sociedade carioca em companhia de Rafaela Noronha (Mylla Christie), que desconhece do verdadeiro caráter de Valquíria, tornando-se sua melhor amiga.
Ingênua, Rafaela apaixona-se pelo advogado Bruno Molinaro (Otaviano Costa), homem mulherengo e sem caráter que maltrata os pais idosos e também se envolve com Valquíria. Valquíria e Petrônio acabam se conhecendo e iniciam um tórrido romance, e juntos, não medem esforços para subirem na vida e prejudicarem Alice e Felipe.

## Elenco
| Intérprete         | Personagem                        |
| ------------------ | --------------------------------- |
| Vanessa Gerbelli   | Alice Pereira                     |
| Luciano Szafir     | Felipe Junqueira de Albuquerque   |
| Renata Dominguez   | Valquíria Pereira                 |
| Heitor Martinez    | Petrônio Lima / Francisco (falso) |
| Esther Góes        | Dorotéia Junqueira de Albuquerque |
| André Bankoff      | Pedro Camargo                     |
| Adriana Garambone  | Débora Junqueira de Albuquerque   |
| Francisca Queiroz  | Alexandra Prado Guimarães         |
| Otaviano Costa     | Bruno Molinaro                    |
| Mylla Christie     | Rafaela Noronha Molinaro          |
| Cássia Linhares    | Sílvia Dias                       |
| Nicola Siri        | Mário da Motta                    |
| Denise Del Vecchio | Celeste Camargo                   |
| Jonas Bloch        | Camilo Fraga                      |
| Bianca Castanho    | Antônia Berilo Fraga (Tônia)      |
| Léo Rosa           | João Prado Guimarães Neto         |
| Guilherme Boury    | Marcos Fraga                      |
| Gabriela Durlo     | Cristina Camargo (Cris)           |
| Sílvia Bandeira    | Marília Fraga                     |
| Eliete Cigarini    | Adelaide Prado Guimarães          |
| Luiz Guilherme     | Anselmo Alves                     |
| Márcio Kieling     | Francisco Camargo (Kiko)          |
| Valéria Alencar    | Neide Vieira                      |
| Laila Zaid         | Janaína Paiva                     |
| Gorete Milagres    | Jacira da Silva Campos            |
| Cláudio Gabriel    | Jurandir dos Anjos                |
| Maria Cláudia      | Eugênia Dutra                     |
| Sérgio Menezes     | Paco Loyola                       |
| Bruna di Túllio    | Fabíola Castro                    |
| Castrinho          | Alcebíades Pêra / Pierre          |
| Rogério Fróes      | Giuseppe Molinaro                 |
| Sônia Guedes       | Dora Molinaro                     |
| Manoelita Lustosa  | Telma Batista Dias                |
| Matheus Rocha      | Paulo Calisto                     |
| Carlos Bonow       | Luciano Mendonça                  |
| Rogério Brito      | Sérgio                            |
| Valquíria Ribeiro  | Ana Luísa                         |
| Daniel Dalcin      | Daniel Junqueira de Albuquerque   |
| Fany Georguleas    | Maria Beatriz Moraes (Bia)        |
| Camila Guebur      | Vitória                           |
| Rose Lima          | Eva                               |
| André Guerreiro    | Nonato                            |
| Lucas Cotrim       | Hugo Camargo de Sousa             |
| Peter Brandão      | Cupim                             |

### Participações especiais
| Ator/Atriz            | Personagem       |
| --------------------- | ---------------- |
| Ângela Leal           | Dilma Pereira    |
| Paulo Figueiredo      | Romeu Toscano    |
| Jorge Pontual         | Rodrigo          |
| Roberto Pirillo       | Otávio           |
| Lívia Rossi           | Joyce            |
| Luiz Carlos de Moraes | Dr. Cardoso      |
| Vera Gimenez          | Renata Amorim    |
| Kate Lyra             | Peggy            |
| Ana Carolina Dias     | Júlia            |
| Ilana Kaplan          | Leonora          |
| Aldri Anunciação      | Uórdison         |
| Marcelo Escorel       | Renilson         |
| Alberto Bardawill     | Cícero           |
| Keruse Bongiolo       | Ana              |
| Xando Graça           | Dr. Gonzaga      |
| Joel Silva            | Delegado Pedroso |
| Daniel Darchangelo    | Tadeu Plautz     |
| Thatiana Pagung       | Keyla Trovoada   |
| Cris Carniato         | Carol            |
| Rogério Barros        | Alvarenga        |
| Yasmin Gazal          | Shirley          |
| Leonardo Branchi      | Fabrício         |
| Delano Avelar         | Maverique        |
| Wendel Barros         | Neurose          |
| Samir Murad           | Ranulfo          |

## Audiência

### Exibição Original
A trama estreou com média de 12 pontos. Quando passou a ser exibida às 22 horas, em sua reta final, a média de audiência da novela na Região Metropolitana de São Paulo obteve um significativo crescimento de audiência.
No dia 1 de abril de 2008 bateu a audiência de 16 pontos, onde a personagem Valquíria (Renata Dominguez) leva uma surra da irmã Alice (Vanessa Gerbelli). Essa cena foi a mais complicada de ser feita, pois levou 6 horas para ser gravada. No dia 16 de abril de 2008 alcançou 18 pontos de média, com picos de 23, sendo esta a melhor audiência desde a estréia. Devido à alta audiência, a trama foi esticada em 1 mês. Em 30 de junho de 2008, a trama alcançou sua maior audiência, que foi 20 pontos de média. E ainda conseguiu ficar cerca de 8 minutos na liderança.
No último capítulo, a trama alcançou 18 pontos de média, com picos de 20, ficando seis minutos na liderança. A média geral da novela foi de 12 pontos em São Paulo, um aumento de 2 pontos em relação à sua antecessora Luz do Sol, que fechou com 10 pontos.

### Reprise
No primeiro capítulo de sua reprise, Amor e Intrigas registrou 9 pontos de média com 12 de pico e 21% de participação, conquistando a vice-liderança isolada no horário. A trama estreou sob grande expectativa, já que sua exibição original obteve grande êxito em diversas praças do Brasil. Amor e Intrigas teve seu término em 13 de março de 2017, se tornando a reprise de maior sucesso da emissora até então.

## Exibição

### Reprise
Foi reexibida pela RecordTV de 2 de maio de 2016 a 13 de março de 2017, substituindo Prova de Amor e sendo substituída por Ribeirão do Tempo, às 14h45, em 221 capítulos.

### Exibição Internacional
| País                 | Canal               | Título local    |
| -------------------- | ------------------- | --------------- |
| Brasil               | RecordTV            | Amor e Intrigas |
| Portugal             | RTP                 | Amor e Intrigas |
| Portugal             | RecordTV Europa     | Amor e Intrigas |
| Moçambique           | TV Miramar          | Amor e Intrigas |
| Cabo Verde           | RecordTV Cabo Verde | Amor e Intrigas |
| Japão                | RecordTV Japan      | Amor e Intrigas |
| União Europeia       | RecordTV Europa     |                 |
| República Dominicana | Telemicro           | Rio de Intrigas |
| Uruguai              | Saeta TV Canal 10   | Rio de Intrigas |
| Bolívia              | Red PAT             | Amor e Intrigas |

## Trilha sonora
| N.º | Título                              | Música                     | Personagem     | Duração      |  |
| 1.  | "Como É Grande o Meu Amor por Você" | Davi Moraes                | Abertura       | 04:04        |  |
| 2.  | "Qual é?"                           | Marcelo D2                 | Petrônio       | 03:45        |  |
| 3.  | "Garganta"                          | Antonio Villeroy           | Valquíria      | 03:14        |  |
| 4.  | "Guiding Star"                      | André Leonno               | Alice e Felipe | 03:41        |  |
| 5.  | "Se Eu Não Te Amasse Tanto Assim"   | Fabio Jr.                  | Alice e Felipe | 04:21        |  |
| 6.  | "Que será (Chi sarà)"               | Diego Torres               | Celeste        | 04:33        |  |
| 7.  | "Rio da Morena"                     | Nico Rezende               | Cristina       | 03:46        |  |
| 8.  | "Quem Dera"                         | RUB                        |                | 03:14        |  |
| 9.  | "Showing"                           | Doug Wayne e Sérgio Carrer | Alice          | 04:29        |  |
| 10. | "Minha Garota"                      | Wilson Sideral             |                | indisponível |  |
| 11. | "Você Me Acende (You Turn Me On)"   | A Bolha e Erasmo Carlos    | Bruno          | 03:44        |  |
| 12. | "Casaco Marrom"                     | DNA                        | Mário e Silvia | 03:30        |  |
| 13. | "Você Me Faz Tão Bem"               | Detonautas Roque Clube     | Geral          | 03:24        |  |
| 14. | "Antes do Fim"                      | Thaeme                     |                | 04:04        |  |

Não incluídas:
| N.º | Título                          | Música           | Personagem             | Duração      |  |
| 1.  | "Miou"                          | Falamansa        | Kiko                   | 03:56        |  |
| 2.  | "Lei"                           | Luciano Bruno    | Giuseppe e Dora        | 03:07        |  |
| 3.  | "Menino do Rio"                 | Mart'nália       | Tema de locação        | 03:20        |  |
| 4.  | "Ela só pensa em beijar"        | Soneka           | Alice e Pedro          | indisponível |  |
| 5.  | "Can You Believe"               | Alegria Mattos   | Pierre                 | indisponível |  |
| 6.  | "La Llave de Mi Corazón"        | Juan Luis Guerra | Telma                  | 03:15        |  |
| 7.  | "Think It Over"                 | Dr.Sin           | Alexandra              | 04:01        |  |
| 8.  | "Como Nascem as Estrelas"       | Alexandre Leão   | Fabíola e Paco         | indisponível |  |
| 9.  | "Essa é Pra Você/Onde Você For" | Dona Lolla       | Núcleo: Jovem          | indisponível |  |
| 10. | "Dona Gigi"                     | Os Caçadores     | Tema de locação        | 03:21        |  |
| 11. | "Samba do Avião"                | Gal Costa        | Tema do Rio de Janeiro | 02:03        |  |
| 12. | "Gata da Festa"                 | Arte.com         |                        | indisponível |  |
| 13. | "Mensagem de Amor"              | Metro            | Sílvia                 | 04:49        |  |
| 14. | "Praia de Ramos"                | Dicró            | Núcleo: Praia de Ramos | 03:22        |  |

## Prêmios
Amor e Intrigas recebeu dezesseis indicações para o décimo prêmio Contigo!, mas não recebeu nenhum prêmio. Dentre os indicados, apenas Otaviano Costa conseguiu ficar entre os finalistas. Costa, entretanto, perdeu o prêmio de melhor ator revelação para Thiago Mendonça de Duas Caras.